# Dean Devlin
Dean Devlin (New York City, 27 agosto 1962) è uno sceneggiatore, produttore cinematografico, regista e attore statunitense.

## Biografia
Nato a New York City il 27 agosto 1962 dall'attore, scrittore e produttore cinematografico ebreo americano Don Devlin e dall'attrice filippina Pilar Seurat.

### Carriera
Debutta nel mondo del cinema come attore e figurante negli anni '80. Il primo ruolo importante lo ottiene nel 1985 nel film commedia Scuola di geni e partecipa successivi in film dal genere comico come Balle spaziali 2.
Conosce il regista Roland Emmerich nel 1990 sul set di Moon 44, un film d'azione fantascientifico che si rivela un flop. Emmerich aveva già esordito come regista nel 1985 con il film 1997 - il principio dell'Arca di Noè.
A partire da Moon 44 inizia anche la loro collaborazione, e Devlin si rivela un talentuoso sceneggiatore, infatti, nel 1994 scrive Stargate che nonostante sia la sua prima storia per il grande schermo ottiene un ottimo incasso internazionale e mette le basi per la creazione di una serie televisiva e marketing sui personaggi.
Viene quindi richiamato negli anni successivi per scrivere altri lucrosi progetti del regista, come Godzilla, I nuovi eroi e Independence Day, entrambi successi mondiali, cui I nuovi eroi dà vita a una serie cinematografica che però non ricalca i temi dell'originale e si rivela un flop commerciale.

### Vita privata
Dal 4 luglio 2003 è sposato con l'attrice Lisa Brenner, conosciuta sul set de Il patriota di Emmerich, cui Devlin ha partecipato come produttore e la Brenner come attrice, nel ruolo di Anne Howard.

## Filmografia

### Attore
- Scuola di geni (Real Genius) (1985)
- I cavalieri del futuro (City Limits) (1985)
- North Beach and Rawhide (1985)
- Balle spaziali 2 - La vendetta (Martians Go Home), regia di David Odell (1989)
- Moon 44 (1990)
- Total Exposure (1991)

### Produttore
- Stargate (1994)
- Independence Day (1996)
- Godzilla (1998)
- Il patriota (The Patriot) (2000)
- Arac Attack - Mostri a otto zampe (Eight Legged Freaks) (2002)
- Cellular (2004)
- The Librarian - Alla ricerca della lancia perduta (The Librarian: Quest for the Spear) (2004)
- Who Killed the Electric Car? (2006)
- Giovani aquile (Flyboys) (2006)
- The Librarian 2 - Ritorno alle miniere di Re Salomone (2006)
- Blank Slate (2008)
- The Librarian 3 - La maledizione del calice di Giuda (2008)
- Leverage - Consulenze illegali (2008)
- God's Pocket, regia di John Slattery (2014)
- Independence Day - Rigenerazione (Independence Day: Resurgence), regia di Roland Emmerich (2016)
- Geostorm, regia di Dean Devlin (2017)

### Regista
- Geostorm (2017)

### Sceneggiatore
- I nuovi eroi (Universal Soldier) (1992)
- Stargate (1994)
- Independence Day (1996)
- Godzilla (1998)
- Geostorm (2017)